# Elachista epimicta
Elachista epimicta is een vlinder uit de familie van de grasmineermotten (Elachistidae). De wetenschappelijke naam van de soort is voor het eerst geldig gepubliceerd in 1948 door Braun.
De lengte van de voorvleugels 4.6-7.1 mm. De soort overwintert in de larvale vorm.